# Friedrich I. zu Leiningen-Westerburg-Altleiningen
Friedrich I. Ludwig Christian Graf zu Leiningen-Westerburg-Altleiningen (* 2. November 1761 in Altleiningen; † 9. August 1839 in Schloss Ilbenstadt (heute Ortsteil von Niddatal, Hessen-Darmstadt)) war ein deutscher Graf aus dem Adelsgeschlecht Leiningen, Standesherr und Abgeordneter.

## Leben
Friedrich I. zu Leiningen-Westerburg-Altleiningen war der Sohn des Grafen Christian Johann zu Leiningen-Westerburg-Altleiningen (1730–1770) und dessen Ehefrau Christiane Franziska Eleonore Wildgräfin und Rheingräfin Salm-Grumbach (1735–1809).
Friedrich I. zu Leiningen-Westerburg-Altleiningen heiratete am 24. September 1792, in erster Ehe Charlotte Bernhardine Wilhelmine Christine von Zech zu Rautenberg (1777–1841), die Tochter des Friedrich von Zech zu Rautenberg. Die Ehe wurde 1798 wegen Kinderlosigkeit geschieden. In zweiter Ehe heiratete er am 7. Februar 1813 Eleonore Maria Magdalena Breitwieser (1781–1841) aus Assenheim (1816 Großherzoglich-Hessischer Adelsstand als „Frau von Brettwitz“), der Tochter des Johann Heinrich Breitwieser. Drei Söhne und drei Töchter wurden ehelich geboren, zwei Söhne wurden mit der Heirat legitimiert.
Nach dem Tod seines Vaters wurde Friedrichs älterer Bruder Christian Karl zu Leiningen-Westerburg-Altleiningen regierender Graf. Die linksrheinischen Besitzungen der Grafen von Leiningen-Westerburg-Altleiningen und Leiningen-Westerburg-Neuleiningen wurden im Gefolge der Französischen Revolution 1793 dem französischen Staat einverleibt, die beiden Grafen von Alt- und Neuleiningen in Paris vorübergehend inhaftiert. Sie wurden im Reichsdeputationshauptschluss 1803 mit den ehemaligen Abteien Ilbenstadt und Engelthal in der Wetterau entschädigt. 1806 wurden ihre Güter den Großherzogtümern Berg und Hessen-Darmstadt bzw. den Fürstentümern Nassau-Weilburg und Nassau-Usingen einverleibt.
Als Standesherren verblieben den Grafen aber eine Reihe von Vorrechten, darunter ein erbliches Mandat in der ersten Kammer der Landstände des Großherzogtums Hessen. Mit dem Tod seines Bruders 1811 wurde Friedrich I Standesherr. Er gehörte daher 1820 bis zu seinem Tod 1837 formell der ersten Kammer an, ist ihr aber nie förmlich beigetreten. 
Nach seinem Tod folgte ihm sein ältester Sohn, Friedrich II. Graf zu Leiningen-Westerburg-Altleiningen (1806–1868) als Standesherr und Abgeordneter nach. Nach dessen Tod übernahm sein jüngster Sohn,  Viktor Graf zu Leiningen-Westerburg-Altleiningen die Aufgabe des Standesherren. Ein weiterer Sohn Karl August (1819–1849) starb als ungarischer Freiheitskämpfer am Galgen.

## Nachkommen
- Friedrich II. Eduard (1806–1868)
- Johann Ludwig (1807–1864)
- Franziska Amalie (1809–1837)
- Marie Luise (1812–1860)
- Georg August (1815–1850)
- Adriane (1817–1858)
- Karl August (1819–1849)
- Viktor August (1821–1880).[2]